# Las ocho puertas de Seúl
Las ocho puertas de Seúl, como su nombre lo indica, son ocho puertas históricas que se encuentran en la Fortaleza de Seúl, que rodeaba la ciudad durante la  Dinastía Joseon. Seis de estas puertas existen hoy en día (2021). Las ocho puertas se construyeron originalmente entre 1396 y 1398.

## Introducción

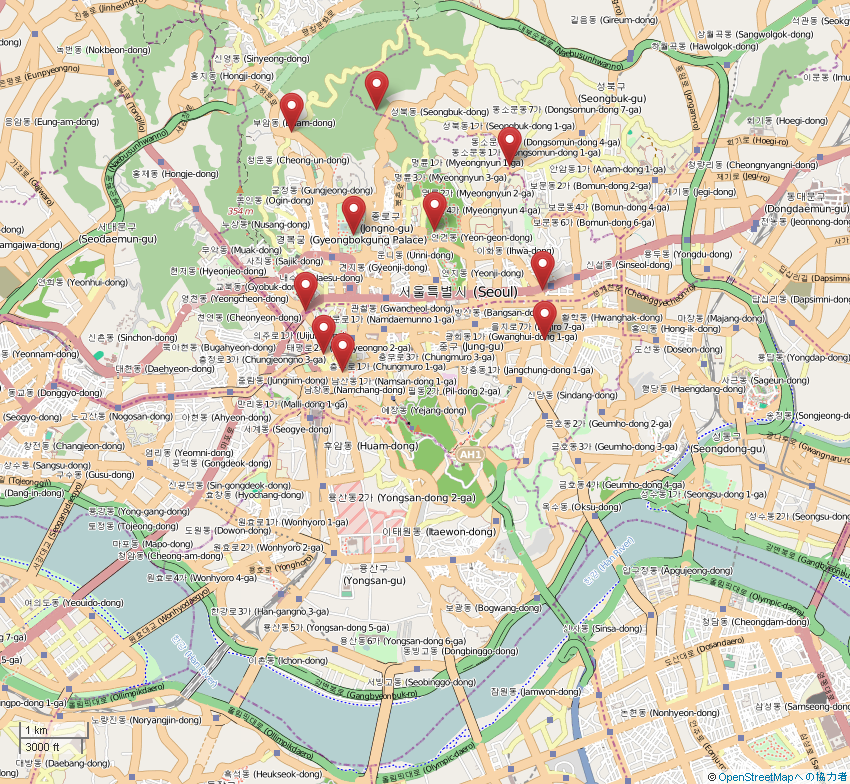
Locación de las ocho puertas y dos palacios (Gyeongbokgung, Changdeokgung)

Las ocho puertas fueron construidas aproximadamente en los cuatro puntos cardinales y cuatro direcciones intermedias del compás. De las ocho puertas, la Norte, Sur, Este y Oeste eran conocidas como las "Cuatro Grandes Puertas" (사대문), mientras que la Noroeste, Noreste, Sureste y Sudoeste eran conocidas como las "Cuatro Puertas Pequeñas" (사소문). 
De las ocho puertas, dos (Oeste y Sudoeste) ya no existen. Hoy en día hay monumentos emplazados en los sitios aproximados en donde se encontraban estas puertas. Desde 2009, hay discusiones sobre la reconstrucción de la puerta del oeste. El Gobierno Metropolitano de Seúl anunció que llevará a cabo una reconstrucción, utilizando mapas que datan desde la era Chosun hasta la actualidad, para realizar estudios y excavaciones. Originalmente estaba planeada para completarse en 2013, pero debido a problemas con el presupuesto, fue pospuesto hasta 2022.
En 10 de febrero de 2008, la Puerta Sur fue dañada seriamente tras un incendio causado por un pirómano. La puerta fue reconstruida en cinco años y reabrió al público el 4 de mayo de 2013. Esta puerta tiene la designación de Tesoro nacional #1 de Corea del Sur. De las ocho puertas, las puertas del Sur y Este son las más grandes, y ambos están localizadas en áreas de mercados (mercado de Namdaemun y mercado de Dongdaemun, respectivamente).
Además de estas ocho puertas cardinales, muchas otras puertas con historias importantes existen en Seúl, como Gwanghwamun, la puerta principal de Gyeongbokgung; Daehanmun, la puerta principal del Palacio Deoksugung; Dongnimmun, también conocida como Puerta de la Independencia; y los restos de Yeongeunmun, ubicado al lado de Dongnimmun en el Parque de la Independencia de Seodaemun en Seúl.

## Nombres de las Puertas
Las ocho puertas han tenido varios nombres durante siglos y todavía pueden referenciarse por distintos nombres. El cuadro debajo detalla los nombres más comunes para las puertas. La ortografía y los nombres oficiales fueron tomados de la señalización que se encuentra actualmente en las puertas. Nótese que, a veces, la escritura Hanja puede leerse de derecha a izquierda, y en otras ocasiones, de izquierda a derecha. Así, el carácter de "puerta" (mun, 門) puede aparecer tanto a la izquierda como a la derecha del cartel actual.

### Las Cuatro Grandes Puertas
|                       | Carteles            | Heunginjimun Signboard, Seúl, Corea                                                                                            | Heunginjimun Signboard, Seúl, Corea                                        | Sungnyemun Signboard, Seúl, Corea, mayo 2013                                                                 | Donuimun Signboard, Seúl, Corea |
|                       |                     | Puerta Norte | Puerta Este                                                                | Puerta Sur                                                                                                   | Puerta Oeste |
| Nombres oficiales     | Romanización        | Sukjeongmun | Heunginjimun                                                               | Sungnyemun                                                                                                   | Donuimun |
|                       | Hangul              | 숙정문 | 흥인지문                                                                   | 숭례문 | 돈의문 |
|                       | Hanja               | 肅靖門 | 興仁之門                                                                   | 崇禮門 | 敦義門 |
|                       | traducción literal  | Puerta del Mandato Solemne | Puerta de la Benevolencia Creciente                                        | Puerta de los Ceremoniales                                                                                   | Puerta de la Lealtad |
| Nombres direccionales | Romanización        | Bukdaemun | Dongdaemun                                                                 | Namdaemun | Seodaemun |
|                       | Hangul              | 북대문 | 동대문                                                                     | 남대문 | 서대문 |
|                       | Hanja               | 北大門 | 東大門                                                                     | 南大門 | 西大門 |
|                       | significado literal | “gran puerta norte” | “gran puerta este”                                                         | “gran puerta sur”                                                                                            | “gran puerta oeste” |
|                       | otros nombres       | Originalmente llamada Sukcheongmun.                                                                                            | Originalmente llamada Heunginmun (ligeramente distinta del nombre actual). | | |
|                       | notas               | - Originalmente construido en 1396. - La casa del guarda fue incendiada tiempo después; la que se ve actualmente data de 1976. | - Originalmente construida en 1398. La construcción actual data de 1869.   | - Originalmente construida en 1398. - Fuertemente dañada por un incendio en 2008. Reabierta en mayo de 2013. | - Originalmente construida en 1396. - No existe más. Fue demolida en 1915 durante el periodo colonial japonés. Existen planes para reconstruirla a partir de 2022. |

### Las Cuatro Pequeñas Puertas
|                       | cartel              | Changuimun Signboard, Seoul, Corea | Hyehwamun Signboard, Seoul, Corea                                                                        | Gwanghuimun Signboard, Seoul, Corea | Souimun Gate Marker, detail, Seoul, Corea                                                                     |
|                       |                     | Puerta Noroeste | Puerta Noreste                                                                                           | Puerta Sureste | Puerta Suroeste                                                                                               |
| nombres oficiales     | Romanización        | Changuimun | Hyehwamun                                                                                                | Gwanghuimun | Souimun |
|                       | Hangul              | 창의문 | 혜화문                                                                                                   | 광희문 | 소의문 |
|                       | Hanja               | 彰義門 | 惠化門                                                                                                   | 光熙門 | 昭義門 |
|                       | traducción literal  | Puerta de Mostrar Lo Correcto | Puerta de la Distribución de Sabiduría                                                                   | Puerta de la Luz Brillante | Puerta de la Promoción de la Justicia                                                                         |
| nombres direccionales | Romanización        | Buksomun | Dongsomun                                                                                                | Namsomun | Seosomun |
|                       | Hangul              | 북소문 | 동소문                                                                                                   | 남소문 | 서소문 |
|                       | Hanja               | 北小門 | 東小門                                                                                                   | 南小門 | 西小門 |
|                       | significado literal | "pequeña puerta del norte" | "pequeña puerta de este"                                                                                 | "pequeña puerta del sur" | "pequeña puerta del oeste"                                                                                    |
|                       | otros nombres       | Jahamun. | Originalmente llamada Honghwamun.                                                                        | Originalmente llamada Sugumun ("Puerta del Canal de Agua")                                                                                   | Originalmente llamada Sodeokmun.                                                                              |
|                       | notas               | - Originalmente construida en 1396. - La casa del guarda fue incendiada en 1592, y reconstruida en 1740-1741. La puerta tiene la casa del guarda más vieja de todas las puertas pequeñas. | - Originalmente construida en 1396. - Destruida durante el periodo colonial japonés, restaurada en 1992. | - Originalmente construida en 1396. - Reconstruida en 1711-1719. Fue destruida en gran parte durante la Guerra de Corea. Restaurada en 1976. | - Originalmente construida en 1396. - Ya no existe. Fue demolida en 1914 durante el periodo colonial japonés. |

## Imágenes de las puertas
| puerta                                 | vista frontal | otra vista |
| Puerta Noroeste Changuimun             |               |            |
| Puerta Norte Sukjeongmun               |               |            |
| Puerta Noreste Hyehwamun               |               |            |
| Puerta Este Heunginjimun               |               |            |
| Puerta Sureste Gwanghuimun             |               |            |
| Puerta Sur Sungnyemun                  |               |            |
| Puerta Noroeste Souimun (Ya no existe) |               |            |
| Puesta Oeste Donuimun (Ya no existe)   |               |            |